# Ліна Вертмюллер
Лі́на Вертмю́ллер (італійською: [ˈliːna vertˈmuller] Lina Wertmüller. Справжнє ім'я — Арканджела Феліче Ассунта Вертмюллер фон Ельґґ Еспаньйол фон Браухіч (Arcangela Felice Assunta Wertmüller von Elgg Espanol von Brauchich); 14 серпня 1928, Рим — 9 грудня 2021, там само) — італійська кінорежисерка та сценаристка.

## Біографія та творчість
Ліна Вертмюллер народилася 14 серпня 1928 року в Римі в аристократичній швейцарській сім'ї. У 1951 році закінчила Римську театральну Академію під керівництвом П'єтро Шарова, працювала асистентом режисера в музичному і драматичному театрах. Після знайомства з Федеріко Фелліні стала помічником режисера у фільмах «Солодке життя» і «Вісім з половиною».
У 1963 році Вертмюллер зняла свій перший повнометражний фільм «Василіски». У цей період вона познайомилася з актором Джанкарло Джанніні, що згодом зіграв ролі в найкращих її стрічках. Потім Вертмюллер зняла ще три фільми — «Цього разу поговоримо про чоловіків» (1965), комедію «Рита-настира» (1966) і телевестерн «Моя душа належить покеру» (1967) під псевдонімом Джордж Браун. Після цього Ліна Вертмюллер повернулася в театр. Вона вийшла заміж за Енріко Джоба, який став художником-декоратором в її фільмах.
У 1972 році комедія Ліни Вертмюллер «Ображена честь Мімі-металурга» отримала номінацію на премію 25-го Каннського кінофестивалю. У цьому і подальших її фільмах зіграв Джанкарло Джанніні, який набув міжнародної популярності. У 1970-х роках вийшли комедії з соціально-політичним підтекстом — «Фільм про любов і анархію» (1973), «Усе на місці й усе безладно» (1974) та «Паскуаліно „Семеро красунь“» (1975) за який Ліна Вертмюллер стала першою жінкою-номінантом на премію «Оскар» за найкращу режисуру.
У 1978 році Ліна Вертмюллер зняла фільм у Голлівуді — «Кінець світу в нашому подружньому ліжку одного разу дощовитою ніччю», що виявився комерційно невдалим. Подальші фільми з еротичними сюжетами не повторили успіху ранніх робіт Вертмюллер.
Ліна Вертмюллер виступає театральним драматургом і співавтором сценаріїв фільмів інших режисерів, була постановником опери «Кармен» в театрі Сан-Карло в Неаполі.

## Особисте життя
У Ліни Вертмюллер є донька від шлюбу з Енріко Джобом — Марія Зуліма Джоб (нар. 17.01.1991).

## Фільмографія
| Рік     |     | Назва українською                                                                | Оригінальна назва                                                      | Режисер | Сценарист |
| ------- | --- | -------------------------------------------------------------------------------- | ---------------------------------------------------------------------- | ------- | --------- |
| 1963    |     | Василіски                                                                        | I basilischi                                                           | Так     | Так       |
| 1964-65 | т/с | Щоденник Джан Бурраскі                                                           | Il giornalino di Gian Burrasca                                         | Так     |           |
| 1965    |     | Цього разу поговоримо про чоловіків                                              | Questa volta parliamo di uomini                                        | Так     | Так       |
| 1966    |     | Рита-настира                                                                     | Rita la zanzara                                                        | Так     | Так       |
| 1967    |     | Не дратуйте настиру                                                              | Non stuzzicate la zanzara                                              | Так     | Так       |
| 1968    |     | Моя душа належить покеру                                                         | Il mio corpo per un poker                                              | Так     | Так       |
| 1970    |     | Місто насильства                                                                 | Città violenta                                                         |         | Так       |
| 1970    |     | Коли у жінок були хвости                                                         | Quando le donne avevano la coda                                        |         | Так       |
| 1972    |     | Коли жінки втратили хвости                                                       | Quando le donne persero la coda                                        |         | Так       |
| 1972    |     | Брат Сонце, сестра Місяць                                                        | Fratello sole, sorella luna                                            |         | Так       |
| 1972    |     | Ображена честь Мімі-металурга                                                    | Mimì metallurgico ferito nell'onore                                    | Так     | Так       |
| 1973    |     | Дорогі батьки                                                                    | Cari genitori                                                          |         | Так       |
| 1973    |     | Фільм про любов і анархію                                                        | Film d'amore e d'anarchia, ovvero 'stamattina alle 10 in via dei Fi…   | Так     | Так       |
| 1974    |     | Усе на місці й усе безладно                                                      | Tutto a posto e niente in ordine                                       | Так     | Так       |
| 1974    |     | Віднесені незвичайною долею у блакитне море в серпні                             | Travolti da un insolito destino nell'azzurro mare d'agosto             | Так     |           |
| 1975    |     | Паскуаліно «Семеро красунь»                                                      | Pasqualino Settebellezze                                               | Так     | Так       |
| 1977    |     | Переїзд                                                                          | Which Way Is Up?                                                       |         | Так       |
| 1978    |     | Кінець світу в нашому подружньому ліжку одного разу дощовитою ніччю              | La fine del mondo nel nostro solito letto in una notte piena di pio…   | Так     | Так       |
| 1978    |     | Кривава сутичка між двома чоловіками через вдову — підозрюються політичні мотиви | Fatto di sangue fra due uomini per causa di una vedova — si sospett…   | Так     | Так       |
| 1983    |     | Жарт долі, що підстерігає в засідці, немов бандит з великої дороги               | Scherzo del destino in agguato dietro l'angolo come un brigante da …   | Так     | Так       |
| 1984    |     | Сотто, Сотто                                                                     | Sotto… sotto… strapazzato da anomala passione                          | Так     | Так       |
| 1985    |     | Складна інтрига з жінками, провулками і злочинами                                | Un complicato intrigo di donne, vicoli e delitti                       | Так     | Так       |
| 1986    |     | Літня ніч з грецьким профілем, мигдалеподібними очима і запахом базиліку         | Notte d'estate con profilo greco, occhi a mandorla e odore di basilico | Так     | Так       |
| 1987    |     | Імаго Урбіс                                                                      | Imago urbis                                                            | Так     |           |
| 1988    | т/ф | Десятий «підпільний»                                                             | Il decimo clandestino                                                  | Так     | Так       |
| 1989    |     | У місячну ніч                                                                    | In una notte di chiaro di luna                                         | Так     | Так       |
| 1989    |     | 12 режисерів про 12 міст                                                         | 12 registi per 12 città                                                | Так     |           |
| 1990    | т/ф | Субота, неділя і понеділок                                                       | Sabato, domenica e lunedì                                              | Так     | Так       |
| 1992    |     | Я сподіваюся, що видеруся                                                        | Io speriamo che me la cavo                                             | Так     | Так       |
| 1996    |     | Німфа                                                                            | Ninfa plebea                                                           | Так     | Так       |
| 1996    |     | Робітник і перукарка у вирі сексу та політики                                    | Metalmeccanico e parrucchiera in un turbine di sesso e di politica     | Так     | Так       |
| 1999    |     | Фердинанд і Кароліна                                                             | Ferdinando e Carolina                                                  | Так     | Так       |
| 2001    | т/ф | Франческа і Нунціата                                                             | Francesca e Nunziata                                                   | Так     | Так       |
| 2002    |     | Віднесені                                                                        | Swept Away                                                             |         | Так       |
| 2004    |     | Фаршировані перці йдуть у справу                                                 | Peperoni ripieni e pesci in faccia                                     | Так     | Так       |
| 2009    | т/ф | До біса бідність!                                                                | Mannaggia alla miseria!                                                | Так     | Так       |

## Визнання
| Рік                                               | Категорія                                      | Фільм                                                               | Результат |
| ------------------------------------------------- | ---------------------------------------------- | ------------------------------------------------------------------- | --------- |
| Міжнародний кінофестиваль у Локарно               |                                                |                                                                     |           |
| 1963                                              | Срібний парус за найкращий художній фільм      | Василіски                                                           | Перемога  |
| Премія «Золотий кубок»                            |                                                |                                                                     |           |
| 1964                                              | Василіски                                      | Василіски                                                           | Перемога  |
| Каннський міжнародний кінофестиваль               |                                                |                                                                     |           |
| 1972                                              | Золота пальмова гілка                          | Ображена честь Мімі-металурга                                       | Номінація |
| 1973                                              | Золота пальмова гілка                          | Фільм про любов і анархію                                           | Номінація |
| Італійський національний синдикат кіножурналістів |                                                |                                                                     |           |
| 1974                                              | Срібна стрічка за найкращий оригінальний сюжет | Фільм про любов і анархію                                           | Номінація |
| 1986                                              | Срібна стрічка за найкращу режисерську роботу  | Складна інтрига з жінками, провулками і злочинами                   | Номінація |
| 1986                                              | Срібна стрічка за найкращий сценарій           | Складна інтрига з жінками, провулками і злочинами                   | Номінація |
| Премія «Золотий глобус» (Італія)                  |                                                |                                                                     |           |
| 1975                                              | Нагорода Alitalia                              | Нагорода Alitalia                                                   | Перемога  |
| 2009                                              | Золотий глобус за кар'єру                      | Золотий глобус за кар'єру                                           | Перемога  |
| Тегеранський міжнародний кінофестиваль            |                                                |                                                                     |           |
| 1975                                              | Золотий козеріг                                | Віднесені незвичайною долею у блакитне море в серпні                | Перемога  |
| Спільнота кінокритиків Нью-Йорка                  |                                                |                                                                     |           |
| 1975                                              | Найкращий режисер                              | Віднесені незвичайною долею у блакитне море в серпні                | 3-є місце |
| 1975                                              | Найкращий сценарій                             | Віднесені незвичайною долею у блакитне море в серпні                | 2-е місце |
| 1977                                              | Найкращий режисер                              | Паскуаліно «Семеро красунь»                                         | 3-є місце |
| Премія «Оскар»                                    |                                                |                                                                     |           |
| 1977                                              | Найкращий режисер                              | Паскуаліно «Семеро красунь»                                         | Номінація |
| 1977                                              | Найкращий сценарій                             | Паскуаліно «Семеро красунь»                                         | Номінація |
| Берлінський міжнародний кінофестиваль             |                                                |                                                                     |           |
| 1978                                              | Золотий ведмідь                                | Кінець світу в нашому подружньому ліжку одного разу дощовитою ніччю | Номінація |
| 1986                                              | Золотий ведмідь                                | Складна інтрига з жінками, провулками і злочинами                   | Номінація |
| 1986                                              | Премія Отто Дібеліуса                          | Складна інтрига з жінками, провулками і злочинами                   | Перемога  |
| 1986                                              | Приз журі читачів «Berliner Morgenpost»        | Складна інтрига з жінками, провулками і злочинами                   | Перемога  |
| Московський міжнародний кінофестиваль             |                                                |                                                                     |           |
| 1985                                              | Золотий приз                                   | Жарт долі, що підстерігає в засідці, немов бандит з великої дороги  | Номінація |
| Венеційський міжнародний кінофестиваль            |                                                |                                                                     |           |
| 1989                                              | Золотий лев                                    | У місячну ніч                                                       | Номінація |
| Міжнародний приз Флайяно                          |                                                |                                                                     |           |
| 2008                                              | Приз за кінокар'єру                            | Приз за кінокар'єру                                                 | Перемога  |
| Премія «Давид ді Донателло»                       |                                                |                                                                     |           |
| 2010                                              | «Давид ді Донателло» за кар'єру                | «Давид ді Донателло» за кар'єру                                     | Перемога  |